# Andreas Krausmann
Andreas Krausmann (* 9. Februar 1848 in Dieburg; † 17. Dezember 1918 ebenda) war ein deutscher Gastwirt und über Jahre hinweg Bürgermeister der Stadt Dieburg.

## Leben
Andreas Krausmann wurde als Sohn des Dieburger Schreinermeisters Andreas Krausmann (1822–1848) und dessen Ehefrau Margaretha Knapp (1822–1879) geboren.
Durch seine Heirat mit der Gastwirtstochter Elisabeth Hoffarth kam er in den Besitz der Gastwirtschaft „Zum grünen Baum“. Er betätigte sich kommunalpolitisch und kam 1884 in den Dieburger Gemeinderat. Von 1886 bis 1918 führte er als Bürgermeister die Geschicke seines Heimatortes. In seine Amtszeit fallen die Errichtung der evangelischen (1888) und katholischen Kirche (1891), des Elektrizitätswerks (1897), des Landratsamtes (1902), des Amtsgerichts (1905) sowie mehrerer Schulen.

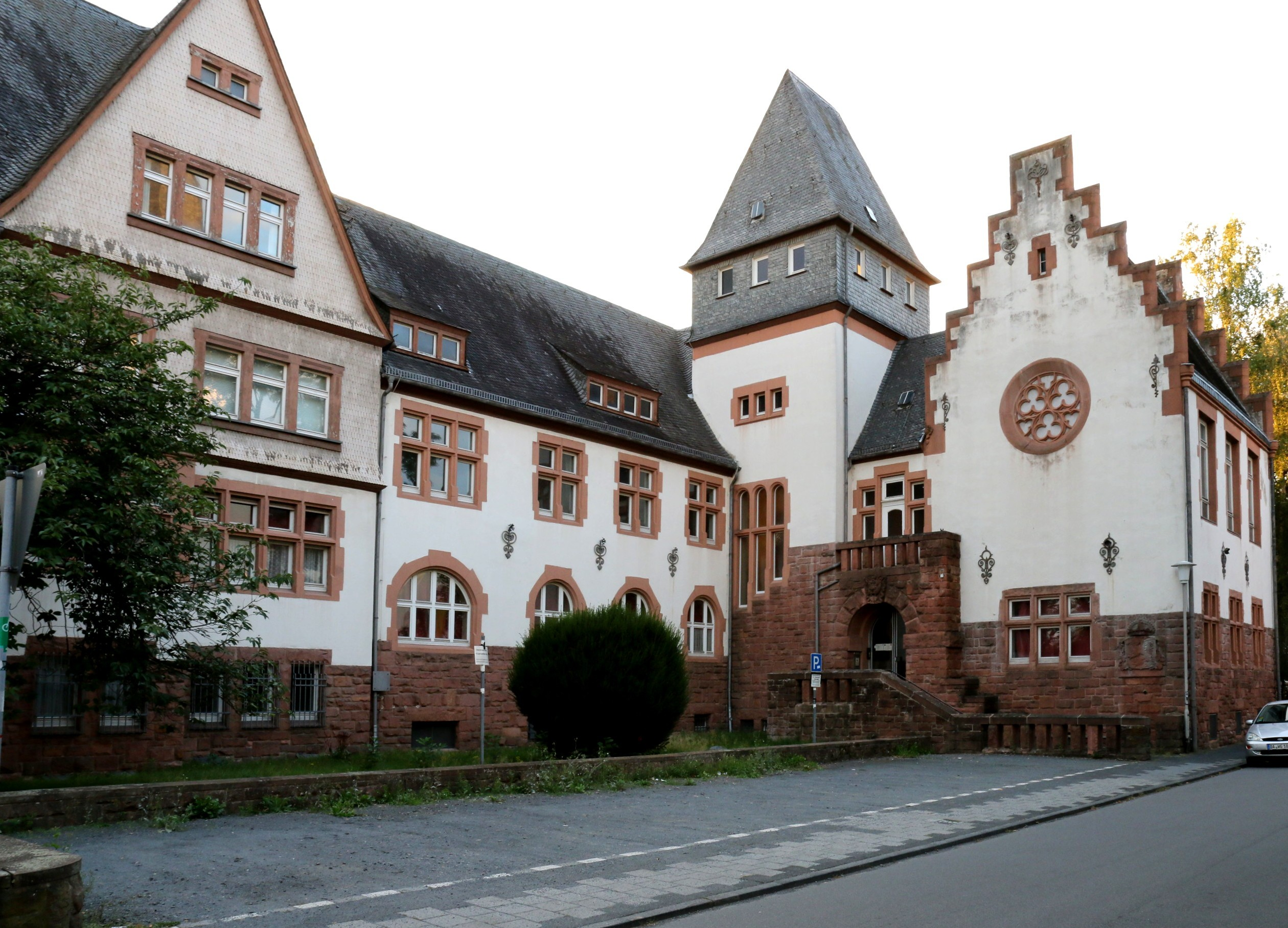
Amtsgericht Dieburg (1902–1905 erbaut)

Für seine Verdienste wurde er mit dem Verdienstorden Philipps des Großmütigen II. Klasse ausgezeichnet.
Aus seiner Ehe mit Elisabeth Hoffarth sind die Söhne  Franz-Joseph (* 1875),  Karl Franz (1879–1924) und Jakob (1893–1979) sowie die Töchter Maria Augusta (1883–1963), Anna Maria (1885–1965) hervorgegangen.